# Guido Bentivoglio
Guido Bentivoglio (Ferrara, 4 de outubro de 1577-
7 de setembro de 1644) foi um cardeal italiano da Igreja Católica, nomeado para o Colégio de Cardeais em 11 de fevereiro de 1621 pelo Papa Paulo V.
Como inquisidor papal, Bentivoglio assinou sua sentença contra Galileu Galilei em 22 de junho de 1633.